# Rui Sandro de Carvalho Duarte
Rui Sandro de Carvalho Duarte (* 11. Oktober 1980 in Lissabon), genannt Rui Duarte, ist ein ehemaliger portugiesischer Fußballspieler. Der Außenverteidiger bestritt insgesamt 212 Spiele in der portugiesischen Primeira Liga, der rumänischen Liga 1 und der zyprischen First Division.

## Karriere
Die Karriere von Rui Duarte begann im Jahr 2003, als ihn der Zweitligist GD Estoril Praia verpflichtete. Dort konnte er sich einen Stammplatz erkämpfen und erreichte mit dem Klub am Saisonende den Aufstieg in die SuperLiga, wo in der folgenden Spielzeit der Abstieg folgte. Er wechselte danach zum Ligakonkurrenten Boavista Porto. Nach einem Jahr zog er zu CF Estrela Amadora weiter, wo er sich mit dem Klub nach dem Klassenerhalt 2007 in der Folgesaison im Mittelfeld platzieren konnte.
Im Jahr 2008 verließ Rui Duarte Portugal und wechselte zum FC Brașov nach Rumänien. Im Sommer 2010 verschlug es ihn zum Ligakonkurrenten Rapid Bukarest. Mit dem Hauptstadtklub qualifizierte er sich am Saisonende für die Europa League. Diesen Erfolg konnte er ein Jahr später wiederholen. Gleichzeitig erreichte er das Pokalfinale 2012, unterlag dort aber Dinamo Bukarest mit 0:1. Im Januar 2013 verließ er Rapid zum zyprischen Erstligisten Anorthosis Famagusta. Dort wurde sein Vertrag Ende des Jahres aufgelöst. Es dauerte bis zum Sommer 2014, ehe er mit dem portugiesischen Drittligisten SU 1º Dezembro einen neuen Klub fand. Im Sommer 2015 beendete er seine Laufbahn.

## Erfolge
- Rumänischer Pokalfinalist: 2012
- Aufstieg in die Superliga: 2004